# Peter Deutsch (Regisseur)
Peter Deutsch (* 1939 in Prag) ist ein deutscher Regisseur und Drehbuchautor.

## Leben
Peter Deutsch ist der Sohn der deutschen Schauspielerin Berti Deutsch und des Operettenbuffos, Schauspielers und Regisseurs Walter Deutsch. Er studierte an der Humboldt-Universität zu Berlin Theaterwissenschaften und Dramaturgie. Danach arbeitete er ab 1970 als Regisseur und Künstlerischer Leiter beim Deutschen Fernsehfunk. 1982 ging er in die BRD und arbeitet dort vorwiegend für das öffentlich-rechtliche Fernsehen. Daneben ist er auch als Theaterregisseur tätig.
Deutsch ist seit 1994 der Lebensgefährte von Gaby Dohm.

## Filmographie (Auswahl)
- 1969: Iphigenie auf Tauris
- 1970: Denn ich sah eine neue Erde
- 1971: Das grüne Ungeheuer
- 1972: Der Adjutant
- 1974: Geheimprozess Grusisnius und andere
- 1976: Was kostet Martin die Welt
- 1976: Polizeiruf 110: Bitte zahlen (nur Drehbuch)
- 1977: Auftrag für M&S (auch Drehbuch)
- 1978: Das Gemeinschaftszimmer
- 1978: Auf Station 23 (auch Drehbuch)
- 1980: Chirurgus Johann Paul Schroth
- 1980–1982: Der Staatsanwalt hat das Wort
- 1982: Zahl bar, wenn du kannst
- 1984: Turf
- 1984: Rummelplatzgeschichten
- 1985: Levin und Gutman
- 1987: Chistian Rother – Bankier für Preussen (auch Drehbuch)
- 1988: Der schwarze Obelisk
- 1989: Der Weg nach Lourdes
- 1991: Zwei Münchner in Hamburg (1 Folge auch Drehbuch)
- 1992–1993: Mit Leib und Seele
- 1994: Ihre Exzellenz, die Botschafterin (auch Drehbuch)
- 1995: Der Alte
- 1996: Derrick (3 Folgen)
- 1996: Rosamunde Pilcher: Eine besondere Liebe
- 1995: Tödliche Wahl
- 2000: Der arabische Prinz
- 2000: Der Paradiesvogel (auch Drehbuch)
- 2000: 1000 Meilen für die Liebe
- 2001: Der Held an meiner Seite